# Саамский парламент Кольского полуострова
В Википедии есть статьи о других саамских парламентах, см. Саамский парламент.
Саамский парламент Кольского полуострова (кильд. саам. Куэллнэгк нёарк Са̄мь Соббар, в дословном переводе — «Саамское собрание Кольского полуострова», «Собрание саамов Кольского полуострова») — выборный представительный орган российских саамов, проживающих в Мурманской области. Основан 14 декабря 2008 года. 
Этот орган является представительным, но не законодательным. Для создания законодательного органа саамской власти — аналогичного существующим саамским парламентам — требуется внесение изменений и дополнений в законодательство федерального и регионального уровня.

## Исторические сведения
Первым государством, в котором был основан саамский парламент, была Финляндия, это произошло в 1973 году. Позже саамские парламенты были основаны и в двух других странах северной Европы, в которых проживают саамы, — в Норвегии (1989) и Швеции (1993).
Вопрос о создании выборной структуры, объединяющей саамов России, в России впервые был поднят примерно в 2000 году, однако реальная работа по созданию такой структуры началась в 2007 году. В марте 2008 года была создана инициативная группа по созданию представительного саамского выборного органа.
В декабре 2008 года состоялся Первый Съезд саамов, на нём было принято решение о создании представительного саамского органа, который бы работал при региональном правительстве. В этот орган, названный Советом уполномоченных представителей саамов Мурманской области (СУПС МО), было избрано 9 человек. Этот Совет стал прообразом выборного представительного органа саамов России — Саамского Парламента.
11—12 декабря 2010 года в Мурманске прошёл Второй Съезд саамов Мурманской области, который подтвердил решение Первого Съезда саамов о создании выборного представительного органа саамов Куэллнэгк нёарк Са̄мь Соббар (Саамского собрания Кольского полуострова, Саамского Парламента). 73 делегата Съезда избрали в него девять человек сроком на четыре года. На его первом заседании председателем Парламента была избрана Валентина Вячеславовна Совкина, ранее являвшаяся председателем Совета уполномоченных представителей саамов Мурманской области.

## Структура Парламента
Председатель Саамского парламента Кольского полуострова — Совкина В. В., заместители председателя — Афанасьева Н. Е., Данилов А. Ф.
Образованы три комитета:
- Комитет по взаимодействию с Правительством Мурманской области и другими органами исполнительной власти всех уровней
- Комитет по взаимодействию с Мурманской областной думой и другими органами представительной законодательной власти всех уровней
- Комитет по взаимодействию с Общественной палатой Мурманской области и другими органами, сформированными с участием некоммерческих организаций[4]

## Деятельность Парламента
Саамский парламент Кольского полуострова пытается вести конструктивный диалог с местными властями, отстаивая права саамского населения и пытаясь решить имеющиеся проблемы, среди которых одна из главных — высокий уровень безработицы. Одной из мер, которые могут способствовать решению некоторых проблем, Парламент считает принятие правительством Мурманской области постановления о Реестре саамов.
Весной 2011 года в Мурманской области возникли проблемы с распределением квоты на вылов биоресурсов (эта квота положена саамам как представителям коренного малочисленного народа Севера). Из 1200 человек, подавших заявки, квоты получили менее шестисот человек, более шестистам в получении квот было отказано из-за неправильно оформленных документов. 9 августа 2011 года саамы при поддержке Саамского парламента Кольского полуострова провели в Международный день коренных народов мира пикеты, протестуя против отказа местных властей в выдаче им квот на вылов водных биоресурсов.
20 октября 2011 года Валентиной Совкиной, председателем Саамского парламента Кольского полуострова (Куэллнэгк нёарк Са̄мь Соббар) было выпущено обращение, в котором она сообщила об отказе местных властей идти с саамами на диалог и обсуждать даже те проблемы, решить которые самостоятельно саамское население Мурманской области не в состоянии. Она сообщила, что с 2009 года, то есть с момента возникновения в Мурманской области выборного саамского органа, неоднократные попытки начать сотрудничество с областными властями ни к чему не привели. По её мнению, назрела необходимость в принятии регионального Закона «О коренном народе Мурманской области — саами», а также в изменении той ненормальной ситуации, при которой реализация региональной целевой программы «Экономическое и социальное развитие коренных малочисленных народов Севера Мурманской области» проходит без участия представителей саамских выборных органов. По мнению Совкиной, представительный орган саамов готов взять на себя реализацию данной программы, привлекая при этом не только федеральные бюджетные средства, но и средства из других источников. Ещё одной проблемой, отмеченной Совкиной, является то, что «Реестр саамов Мурманской области», созданный ещё в 2007 году, до сих пор фактически не работает, в результате саамам приходится ежегодно при получении квоты на вылов биоресурсов доказывать свою принадлежность к этому народу; однако, даже те саамы Мурманской области, которые могут доказать свою национальную принадлежность, но при этом проживают за пределами районов, указанных в постановлении местного губернатора в качестве мест компактного проживания саамов, в распределении этих квот участвовать не могут.